# Emmanuel Attard Bezzina
Emmanuel Attard Bezzina war ein maltesischer Politiker der Partit Laburista (PL) und Sprecher des Repräsentantenhauses (Speaker of the House).

## Biografie
Attard Bezzina begann seine politische Laufbahn, als er bei der Wahl 1947 als Kandidat der Partit Laburista (PL) erstmals zum Abgeordneten des Repräsentantenhauses gewählt wurde, in dem er den Wahlkreis 3 vertrat. Bei den Wahlen 1950, 1951, 1953, 1955, 1962 und 1966 wurde er jeweils als Abgeordneter wiedergewählt, wobei er zuletzt den Wahlkreis 4 im Parlament vertrat.
Im Juni 1971 wurde er als Nachfolger von Alfred Bonnici zum Sprecher des Repräsentantenhauses (Speaker of the House) gewählt und war damit der erste Parlamentssprecher nach der Unabhängigkeit Maltas 1964, der von der Partit Laburista gestellt wurde. Im September 1976 folgte ihm Nestu Laiviera als Speaker of the House.
Nach seinem Ausscheiden aus dem Parlament war er zwischen 1976 und 1985 als Botschafter tätig.